# Spansk litteratur
Spansk litteratur är i första hand litteratur från Spanien, skriven på spanska. Den växte fram under medeltiden, parallellt med framväxten av det kastilianska (spanska) språket. En storhetstid inleddes med pikareskromanen Don Quijote, och under 1900-talet var Federico García Lorca och Camilo José Cela två av de mer framstående författarnamnen.

## Utveckling

### Ursprung
Den äldsta spanska litteraturen har sitt ursprung i en blandning av latinska, judiska och arabiska litterära traditioner. Senare har lokala traditioner i bland annat Katalonien, Galicien och Baskien bidragit till dess utveckling.

### Medeltida litteratur
Verseposet Cantar de mio Cid skrivet av en eller flera okända författare omkring 1200-talets början är den äldsta bevarade episka dikten i spansk litteratur.
Under 1300-talet möter vi den spanska medeltidens mest originelle och begåvade skald, Juan Ruiz, ärkeprästen av Hita (d. omkr. 1350), som efterlämnat ett långt poem, Libro de buen amor, som i en tämligen lös ram innehåller en mängd berättande episoder, mest efter främmande källor, men dock originellt behandlade och mycket belysande för tidens seder, jämte åtskilliga till formen varierande cantigas (visor). Huvudtemat är kärleken, och verkets glada galanta grundton förtas inte av den förmodligen av försiktighetshänsyn påsmetade moralisk-religiösa fernissan.
Under 1500-talet uppstår pikareskromanen i Spanien. Lazarillo de Tormes från 1554, skriven av en okänd författare, anses vara det första verket i genren.
Riddarromanen blev mycket populär. En av tongivarna för denna nya genre var den katalanskspråkiga Tirant den Vite av Joanot Martorell, vilken publicerades 1490. Miguel Cervantes parodi på genren i Don Quijote, som utgavs i två delar 1605 och 1615, är en tidlös symbol för motsättningen mellan idealism och realism och betraktas som den första moderna romanen.

### Den spanska litteraturens guldålder
Barockens litteratur med bland andra Luis de Góngora, Francisco de Quevedo, Lope de Vega och Pedro Calderón de la Barca ses som den spanska litteraturens guldålder. Inom barockens lyrik blev gongorism med namn efter Luis de Góngora, ett särskilt begrepp.
Miguel Cervantes publicerade utöver sitt centrala verk Don Quijote även flera andra verk under perioden som romanen La Galatea (1585) och novellsamlingen Novelas ejemplares (1613). 

### 1700-1900-talen
1700-talet betraktas allmänt som en tid av förfall i Spanien, även litterärt. 1800-talets romantik följde europeiska förebilder. José de Espronceda och Gustavo Adolfo Bécquer var ett par av få betydande lyriker. Realismens prosa bestod mest av allmogeskildringar. 
1898 års generation företrädd av bland andra Miguel de Unamuno och José Ortega y Gasset inledde en ny era i spansk litteratur. Prosaister som Benito Pérez Galdós, Vicente Blasco Ibáñez och Pío Baroja y Nessi tog sig an social problematik i naturalismens anda. Lyriker som Antonio Machado och Juan Ramón Jiménez bröt med senromantiken och skapade en syntes av folkliga traditioner och samtidsengagemang. 
Generation 27 med poeter som Federico García Lorca, Jorge Guillén, Luis Cernuda, Rafael Alberti och Vicente Aleixandre fick stort genomslag och inflytande, men rörelsen splittrades av spanska inbördeskriget. Nästan inga författare anslöt sig till den segrande Francosidan, García Lorca mördades, Miguel Hernández dog i fängelse och de flesta andra gick i landsflykt. 
Jorge Semprun, Fernando Arrabal, Miguel Delibes, Juan Goytisolo, Luis Goytisolo, Juan Marsé, Luis Martín-Santos, Ana Maria Matute, Rafael Sánchez Ferlosio och nobelpristagaren Camilo José Cela var några uppmärksammade prosaister under 1900-talet.

### Samtida litteratur
Javier Marías och Enrique Vila-Matas är uppmärksammade prosaister. Liksom Antonio Muñoz Molina, Juan José Millás, Bernardo Atxaga och galiciern Manuel Rivas. Antonio Gamoneda är en framstående poet. Mario Vargas Llosa, nobelpristagare i litteratur 2010, är spansk medborgare sedan 1993.
Under 2000-talet har skildringar av spanska inbördeskriget och dess följder varit ett framträdande tema i spansk litteratur hos författare som Javier Cercas, Javier Marías, Dulce Chacón, Jesús Ferrero, Ignacio Martínez de Pisón och Almudena Grandes.

## Spanskspråkig litteratur i andra länder
Efter Spaniens erövring av stora delar av Nya världen, etablerades snart egna lokala litteraturtraditioner. I vissa av länderna har litteraturen fått betydelse på internationell nivå, inklusive Mexiko, Colombia, Peru och Argentina.
Även i Ekvatorialguinea finns litteratur på spanska.

## Spaniens litteratur
På den medeltida iberiska halvön var spanska bara ett av flera litteraturspråk. Genom kastilianskans etablering som halvöns huvudspråk, trängdes de lokala språken och litteraturerna undan för undan åt sidan. Under senare århundraden är det bara enstaka större litterära verk som skrivits på exempelvis galiciska, asturiska, baskiska och aragonska. Däremot har det katalanska språket och litteraturen överlevt den långa nedgångsperioden från 1500-talet, och sedan 1960-talet har den upplevt en ny expansion – se vidare katalansk litteratur.

## Nobelpristagare i litteratur
- José Echegaray 1904
- Jacinto Benavente 1922
- Juan Ramón Jiménez 1956
- Vicente Aleixandre 1977
- Camilo José Cela 1989
- Mario Vargas Llosa (född i Peru, spansk medborgare sedan 1993) 2010

## Källhänvisningar
1. ↑  
Spanska litteraturen i Nordisk familjebok (andra upplagan, 1917)
2. ↑  ”Spansk litteratur tar itu med inbördeskriget”. Svenska Dagbladet. http://www.svd.se/kultur/understrecket/spansk-litteratur-tar-itu-med-inbordeskriget_6183513.svd.

- Bra böckers lexikon 1989